# Instituto Boliviano de Tecnología Agropecuaria
El Instituto Boliviano de Tecnología Agropecuaria (IBTA) fue un organismo de investigación estatal y descentralizado dependiente del Ministerio de Agricultura de Bolivia.

## Historia

### Antecedentes
En 1948 se fundó el Servicio Agrícola Interamericano (SAI), que implementó estaciones experimentales en los diferentes agroecosistemas de Bolivia con financiamiento de Estados Unidos. Durante este período se produjeron incrementos en la productividad de los cultivos tradicionales, la aceptación de nuevas variedades y la introducción de la ganadería en el Altiplano.

### Creación
Con la reorientación de recursos de Estados Unidos, el SAI desaparece y sus funciones son absorbidas por Ministerio de Agricultura que crea el Instituto Boliviano de Tecnología Agropecuaria (IBTA) en 1974. 

### Años 1980
En la década de 1980, su presupuesto de investigación se redujo de manera drástica debido a la política de ajuste que llevaron a cabo los gobiernos nacionales a pedido del FMI. La investigación básica fue cortada y se redujo a cinco programas nacionales: papa, quinua, cereales (trigo y cebada), leguminosas (haba y arvejas) y camélidos (llamas y alpacas). Otros cultivos de importancia nacional, como arroz, maíz y soja, fueron delegados a centros financiados por privados, como el Centro de Investigación Agrícola Tropical y el Centro de Investigación Fitoecogenética de Paiurumani (CIFP). Solo tres de las once estaciones experimentales que tenía originalmente quedaron en manos del IBTA.

### Años 1990
En los años 1990 la planta del Instituto se redujo en un 40%, los salarios perdieron poder adquisitivo y aumentó la intromisión del gobierno nacional en la selección de empleados, que se utilizó como botín para recompenzar a simpatizantes políticos.
En 1997, luego de una investigación interna del gobierno que determinó que el instituto había tenido escaso impacto sobre los productores el mismo fue desmantelado.